# 1540 Kevola
1540 Kevola је астероид главног астероидног појаса са пречником од приближно 44,18 .
Афел астероида је на удаљености од 3,086 астрономских јединица (АЈ) од Сунца, а перихел на 2,619 АЈ.
Ексцентрицитет орбите износи 0,081, инклинација (нагиб) орбите у односу на раван еклиптике 11,952 степени, а орбитални период износи 1760,195 дана (4,819 године).
Апсолутна магнитуда астероида је 10,80 а геометријски албедо 0,043.
Астероид је откривен 16. новембра 1938. године.